# 따뚜공연장
따뚜공연장(따뚜公演場)은 강원특별자치도 원주시의 대형 문화 시설이다. 원주따뚜축제 개최를 위해 2006년 개장하였으며, 현재는 원주 댄싱카니발이 전담 축제로서 매년 개최되고 있다.
연면적 7,683.01m²에, 4,291석을 갖춘 원주시의 대형 공연과 콘서트, 축제 등의 개최에 사용되고 있다.

## 연혁
- 2006년: 개장

## 공연 목록
다음은 따뚜공연장의 공연 일람이다.
- 2012년 9월 19일 ~ 2012년 9월 22일 : «원주 다이내믹 페스티벌» (콘서트)
- 2017년 9월 1일 : «제21회 원주 시민의 날 한마음 콘서트»
- 2019년 4월 27일 : «이선희 콘서트»
- 2019년 5월 11일 : «임창정 콘서트»
- 2019년 8월 10일 : «내일은 미스트롯 콘서트 원주»